# Hermann Müller
Pour les articles homonymes, voir Müller et Hermann Müller (homonymie).
Hermann Müller , né le 18 mai 1876 à Mannheim et mort le 20 mars 1931 à Berlin en Allemagne, est un homme d'État allemand.
Membre du Parti social-démocrate d'Allemagne (SPD), il est chancelier du Reich sous la république de Weimar, en 1920 puis entre 1928 et 1930.

## Biographie
D'abord journaliste à la Görlitzer Zeitung, Hermann Müller devient membre du comité exécutif du Parti social-démocrate (SPD) en 1906. Il est envoyé en 1914 en France pour essayer, avec la SFIO, d'enrayer le déclenchement de la Première Guerre mondiale.

### Chancelier
Après la révolution de Novembre, il devient ministre des Affaires étrangères dans le gouvernement de Gustav Bauer et signe le traité de Versailles, le 28 juin 1919, dans le salon de la Paix du Chateau. Il devient brièvement chancelier du Reich à la démission de Gustav Bauer, après le putsch de Kapp et jusqu'aux élections législatives de juin 1920.
En 1928, il redevient chancelier grâce au succès électoral du Parti social-démocrate. Sous son administration, l'Allemagne entreprend un plan de construction naval et négocie le plan Young. Incapable de redresser l'économie au cours de la Grande Dépression de 1929, il démissionne le 27 mars 1930.
Il est inhumé au Zentralfriedhof Friedrichsfelde à Berlin.